# Лави (Свентокшиське воєводство)
Лави (пол. Ławy) — село в Польщі, у гміні Опатовець Казімерського повіту Свентокшиського воєводства.
Населення — 48 осіб (2011).
У 1975-1998 роках село належало до Келецького воєводства.

## Демографія
Демографічна структура на день 31 березня 2011 року:
|          | Загалом | Допрацездатний вік | Працездатний вік | Постпрацездатний вік |
| -------- | ------- | ------------------ | ---------------- | -------------------- |
| Чоловіки | 22      | 2                  | 15               | 5                    |
| Жінки    | 26      | 5                  | 12               | 9                    |
| Разом    | 48      | 7                  | 27               | 14                   |